# Europa (Earth’s Cry Heaven’s Smile)
"Europa (Earth's Cry Heaven's Smile)" — инструментальная композиция Santana из альбома Amigos, написанная Карлосом Сантаной при участии Тома Костера. Является самой известной композицией группы.
Последовательность аккордов из 16 тактов следует за пятым кругом, подобно джазовому стандарту «Опавшие листья». Каждый второй куплет заканчивается пикардийской терцией.

## История
Композиция была создана после того, как Карлос Сантана застал своего друга, находившегося в тяжёлом состоянии под действием мескалина. Первоначально она именовалась «The Mushroom Lady's Coming to Town» и имела в самом начале отрывок, который будет использоваться в окончательной версии.
Во время тура Santana с Earth, Wind & Fire в Манчестер Карлос Сантана сыграл эту мелодию вкупе с Томом Костером, помогшем ему с некоторыми аккордами. В дальнейшем она исполнялась на концертах под закрепившимся названием «Europa (Earth's Cry Heaven's Smile)».
Несмотря на это, данная версия создания композиции оспаривается, поскольку большая часть песни, включая гитарное вступление, почти идентична композиции «Y Volveré», которая была написана за 6 лет до создания «Europa» и исполнялась чилийской группой Los Angeles Negros. «Y Volveré» — испаноязычная версия песни французской певца Alain Barrière «Emporte-Moi», написанной в 1967 году.
Многочисленные источники утверждают, что когда Карлос Сантана посетил в 1987 году Советский Союз, то неоднократно ему заявляли о том, что первые восемь тактов композиции были взяты из мелодии армянского композитора Арно Бабаджанян «Мосты».

## Кавер-версии
- Первый кавер был сделан саксофонистом Гато Барбьери в 1976 году, он вошёл в альбом «Caliente!»[5].
- В 2006 году саксофонист Джимми Соммерс записал композицию для альбома группы Standarts «Time Stands Still»[6][7].
- Джаз-гитарист Nils записал композицию для альбома «Up Close & Personal» 2009 года[8][9].
- В 90-е кавер-версию неоднократно исполнял Так Андресс.
- Испанский музыкант Дайанго исполнил версию в сопровождении Пако де Люсии, текст которой был положен на мелодию.
- Vital Information записали свою версию для альбома «Vitalive!» совместно с Фрэнком Гэмбейлом на гитаре[10].

## Музыкальность
Многие считают «Europa» самой красивой инструментальной песней Сантаны и одной из его самых гармонически сложных песен. Во многом  здесь выступает плавная последовательность аккордов, в которой используется нисходящий цикл приостановок, идеально дополняющий доступную мелодию Сантаны.